# Aromobates ornatissimus
Aromobates ornatissimus Barrio-Amorós, Rivero & Santos, 2011 è un anfibio anuro, appartenente alla famiglia degli Aromobatidi.

## Etimologia
L'epiteto specifico, dal latino ornatissimus, superlativo di ornatus (ornato, elegante o decorato) è stato dato in riferimento al suggestivo disegno della specie confrontato con le specie congeneri, che sono meno decorate.

## Distribuzione e habitat
È endemica del Venezuela. Si trova a 2250 metri di altitudine nello stato di Trujillo.